# Éliminatoires du Championnat d'Europe de football 2004, groupe 9
Cet article donne le calendrier, les résultats des matches ainsi que le classement du groupe 9 des éliminatoires de l'Euro 2004.

## Classement
| Rang | Équipe               | Pts | J | G | N | P | Bp | Bc | Diff |  | Résultats (▼ dom., ► ext.) |     |     |     |     |     |
| ---- | -------------------- | --- | - | - | - | - | -- | -- | ---- |  | -------------------------- | --- | --- | --- | --- | --- |
| 1    | Italie               | 17  | 8 | 5 | 2 | 1 | 17 | 4  | +13  |  | Italie                     |     | 4-0 | 1-1 | 2-0 | 4-0 |
| 2    | Pays de Galles       | 13  | 8 | 4 | 1 | 3 | 13 | 10 | +3   |  | Pays de Galles             | 2-1 |     | 2-3 | 1-1 | 4-0 |
| 3    | Serbie-et-Monténégro | 12  | 8 | 3 | 3 | 2 | 11 | 11 | 0    |  | Serbie-et-Monténégro       | 1-1 | 1-0 |     | 2-0 | 2-2 |
| 4    | Finlande             | 10  | 8 | 3 | 1 | 4 | 9  | 10 | -1   |  | Finlande                   | 0-2 | 0-2 | 3-0 |     | 3-0 |
| 5    | Azerbaïdjan          | 4   | 8 | 1 | 1 | 6 | 5  | 20 | -15  |  | Azerbaïdjan                | 0-2 | 0-2 | 2-1 | 1-2 |     |

## Résultats et calendrier
| 7 septembre 2002 | Azerbaïdjan | 0 - 2 | Italie                            | Stade Tofiq-Béhramov, Bakou                     |                                                 |
|                  |             |       | 33e (csc) Ahmadov · 65e Del Piero | Spectateurs : 28 000 Arbitrage : Kýros Vassáras | Spectateurs : 28 000 Arbitrage : Kýros Vassáras |

| 7 septembre 2002 | Finlande | 0 - 2 | Pays de Galles           | Stade olympique, Helsinki                       |                                                 |
|                  |          |       | 30e Hartson · 72e Davies | Spectateurs : 358 833 Arbitrage : Konrad Plautz | Spectateurs : 358 833 Arbitrage : Konrad Plautz |

| 12 octobre 2002 | Finlande                                    | 3 - 0 | Azerbaïdjan | Stade olympique, Helsinki                    |                                              |
|                 | Agayev 14e (csc) · Tihinen 60e · Hyypiä 72e |       |             | Spectateurs : 11 853 Arbitrage : Alain Hamer | Spectateurs : 11 853 Arbitrage : Alain Hamer |

| 12 octobre 2002 | Italie        | 1 - 1 | Serbie-et-Monténégro | Stade San Paolo, Naples                                 |                                                         |
|                 | Del Piero 38e |       | 27e Mijatović        | Spectateurs : 43 661 Arbitrage : Manuel Mejuto González | Spectateurs : 43 661 Arbitrage : Manuel Mejuto González |

| 16 octobre 2002 | Pays de Galles           | 2 - 1 | Italie        | Millennium Stadium, Cardiff                       |                                                   |
|                 | Davies 11e · Bellamy 70e |       | 31e Del Piero | Spectateurs : 71 000 Arbitrage : Gilles Veissière | Spectateurs : 71 000 Arbitrage : Gilles Veissière |

| 16 octobre 2002 | Serbie-et-Monténégro                 | 2 - 0 | Finlande | Stade de l'Étoile rouge, Belgrade                |                                                  |
|                 | Kovačević 55e · Mijatović 84e (pen.) |       |          | Spectateurs : 22 133 Arbitrage : Dick van Egmond | Spectateurs : 22 133 Arbitrage : Dick van Egmond |

| 20 novembre 2002 | Azerbaïdjan | 0 - 2 | Pays de Galles          | Stade Tofiq-Béhramov, Bakou                |                                            |
|                  |             |       | 10e Speed · 68e Hartson | Spectateurs : 9 500 Arbitrage : Luc Huyghe | Spectateurs : 9 500 Arbitrage : Luc Huyghe |

| 12 février 2003 | Serbie-et-Monténégro               | 2 - 2 | Azerbaïdjan      | Stade Pod Goricom, Podgorica                 |                                              |
|                 | Mijatović 33e (pen.) · Lazetić 52e |       | 58e 77e Gurbanov | Spectateurs : 6 500 Arbitrage : Jacek Granat | Spectateurs : 6 500 Arbitrage : Jacek Granat |

| 29 mars 2003 | Italie       | 2 - 0 | Finlande | Stade Renzo-Barbera, Palerme                     |                                                  |
|              | Vieri 6e 23e |       |          | Spectateurs : 34 074 Arbitrage : Valentin Ivanov | Spectateurs : 34 074 Arbitrage : Valentin Ivanov |

| 29 mars 2003 | Pays de Galles                                   | 4 - 0 | Azerbaïdjan | Millennium Stadium, Cardiff                     |                                                 |
|              | Davies 1re · Speed 40e · Hartson 43e · Giggs 52e |       |             | Spectateurs : 73 500 Arbitrage : Philippe Leuba | Spectateurs : 73 500 Arbitrage : Philippe Leuba |

| 7 juin 2003 | Finlande                               | 3 - 0 | Serbie-et-Monténégro | Stade olympique, Helsinki                       |                                                 |
|             | Hyypiä 19e · Kolkka 45e · Forssell 56e |       |                      | Spectateurs : 17 343 Arbitrage : Claude Colombo | Spectateurs : 17 343 Arbitrage : Claude Colombo |

| 11 juin 2003 | Azerbaïdjan                           | 2 - 1 | Serbie-et-Monténégro | Stade Tofiq-Béhramov, Bakou                      |                                                  |
|              | Gurbanov 88e (pen.) · Ismayilov 90+1e |       | 27e Bošković         | Spectateurs : 1 500 Arbitrage : Knud Erik Fisker | Spectateurs : 1 500 Arbitrage : Knud Erik Fisker |

| 11 juin 2003 | Finlande | 0 - 2 | Italie                    | Stade olympique, Helsinki                     |                                               |
|              |          |       | 31e Totti · 73e Del Piero | Spectateurs : 36 850 Arbitrage : Željko Širić | Spectateurs : 36 850 Arbitrage : Željko Širić |

| 20 août 2003 | Serbie-et-Monténégro | 1 - 0 | Pays de Galles | Stade de l'Étoile rouge, Belgrade             |                                               |
|              | Mladenović (en) 73e  |       |                | Spectateurs : 19 752 Arbitrage : Anders Frisk | Spectateurs : 19 752 Arbitrage : Anders Frisk |

| 6 septembre 2003 | Azerbaïdjan   | 1 - 2 | Finlande                 | Stade Tofiq-Béhramov, Bakou                     |                                                 |
|                  | Ismayilov 88e |       | 52e Tainio · 74e Nurmela | Spectateurs : 6 500 Arbitrage : Vladimír Hriňák | Spectateurs : 6 500 Arbitrage : Vladimír Hriňák |

| 6 septembre 2003 | Italie                                      | 4 - 0 | Pays de Galles | Stade San Siro, Milan                        |                                              |
|                  | Inzaghi 59e (63) 70e · Del Piero 76e (pen.) |       |                | Spectateurs : 69 000 Arbitrage : Markus Merk | Spectateurs : 69 000 Arbitrage : Markus Merk |

| 10 septembre 2003 | Serbie-et-Monténégro | 1 - 1 | Italie      | Stade de l'Étoile rouge, Belgrade            |                                              |
|                   | Ilić 82e             |       | 22e Inzaghi | Spectateurs : 25 631 Arbitrage : Alain Hamer | Spectateurs : 25 631 Arbitrage : Alain Hamer |

| 10 septembre 2003 | Pays de Galles | 1 - 1 | Finlande     | Millennium Stadium, Cardiff                           |                                                       |
|                   | Davies 3e      |       | 79e Forssell | Spectateurs : 73 411 Arbitrage : Arturo Daudén Ibánez | Spectateurs : 73 411 Arbitrage : Arturo Daudén Ibánez |

| 11 octobre 2003 | Italie                                     | 4 - 0 | Azerbaïdjan | Stade Oreste-Granillo, Reggio de Calabre       |                                                |
|                 | Vieri 16e · Inzaghi 24e (87) · Di Vaio 64e |       |             | Spectateurs : 22 100 Arbitrage : Stuart Dougal | Spectateurs : 22 100 Arbitrage : Stuart Dougal |

| 11 octobre 2003 | Pays de Galles                      | 2 - 3 | Serbie-et-Monténégro                   | Millennium Stadium, Cardiff                     |                                                 |
|                 | Hartson 26e (pen.) · Earnshaw 90+3e |       | 6e Vukić · 82e Milošević · 88e Ljuboja | Spectateurs : 72 514 Arbitrage : Fritz Stuchlik | Spectateurs : 72 514 Arbitrage : Fritz Stuchlik |